# كاكوش (إله)
كاكوش (بالإنجليزية: Cacoch) هو رب خالق في أساطير المايا. بحسب التقاليد، إنَّه ولَّد أو خلق زنبق الماء الذي انبثق منه جميع الآلهة الأخرى في أساطير المايا. كما يُدعى بـ«رسول الإله» الخالق هاشا-سيوايوم.